# Maca
A maca (tudományos nevén: Lepidium meyenii, további ismert nevén: perui zsázsa) egy kétnyári, lágyszárú, az Andok perui és bolíviai részein őshonos gyógynövény. Rendszertanilag a keresztesvirágúak rendjébe és a káposztafélék családjába tartozó zsázsák nemzetségének tagja.

## Felhasználása a tradicionális gyógyászatban
A tradicionális perui gyógyászatban a maca gyökeréből készített főzetet eredetileg a vérszegénység, menstruációs fájdalmak, menopauza tüneteinek, a gyomor bántalmak, valamint a tuberkulózis tüneteinek kezelésére, a betegségek utáni gyors regenerációra, a memória javítására, és a szellem frissítésére alkalmazták. Segítségével az energiaszint növekedését, az ellenálló képesség fokozódását tapasztalták. Feljegyzések szerint az inkák erőt és a kitartást nyertek belőle, és fokozta a termékenységet. A macát egy immunstimuláns gyógynövénynek tartották, amely az általános egészséget javítja.
A maca, mivel fontos tápanyagokat tartalmaz, táplálónak, és páratlan hatásúnak tartották, évszázadokon az Andok kereskedelmi központjainak fontos szereplője. Gyakran kereskedtek vele az alacsonyabban fekvő területeken élőkkel, trópusi élelmiszerekre cserélték, például kukoricára, rizsre, vagy papayara. Egyes piacokon fizetőeszközként is szolgált. Magas tápértékének köszönhetően a szegényebb, alultáplált gyermekekkel teli andoki területeken, ahol az élelmiszerforrások nem olyan változatosak és bőségesek igazi kincs lehet akár a mindennapi táplálkozásban, akár a fogyasztott mennyiséget megnövelve a legyengült immunrendszert helyreállító szerként.
A mondák szerint korabeli Inka Birodalom harcosai csatába indulás előtt rituálé keretében fogyasztottak jelentős mennyiségű macát: legendás erejüket a bőséges macabevitelnek tulajdonították. Egy történet szerint egy város elfoglalása után a védelmükbe kellett helyezniük az asszonyokat a maca okozta férfias nagyravágyásuk és magas libidójuk miatt.
Amíg az inkák uralmuk alatt tartották az Andok magasabb régióit, a maca mindig kiemelkedő szerepet játszott a kereskedelmükben és a mindennapjaikban. Hatékonyságának köszönhetően annyira értékesnek tartották, hogy egyes korszakokban a használatát korlátozták is: csak a hatalmon lévő család rendelkezése nyomán juthatott hozzá valaki a macához. A spanyolok hódítását követően, amint megtapasztalták annak hatását, rövidesen elkezdték nagy mennyiségben Spanyolországba exportálni a maca gyökerét.
A maca térhódítása az információ-forradalommal felgyorsult, a világ többi részén az 1960-as évektől kezdve jelent meg, és vált a légnépszerűbb gyógynövények egyikévé. Ettől kezdve egyre több vizsgálatnak és kutatásnak vetették alá a növény egyes összetevőit. Megállapították, hogy nem tartalmaz sem az emberre, sem az állatra ható káros összetevőt, és bizonyították gyógyhatását.

## Felhasználása napjainkban
A maca termékenységfokozó hatásának a tradicionális tapasztalatokon túl is van némi alapja. A Bostoni Egyetem kutatóinak 2000-től kezdett állatkísérletei mind hím, mind nőstény állatok esetében tesznek jelentést termékenységnövelő aktivitásról. Megállapították, hogy a maca hatására megnövekedett a spermiumok száma és mozgékonyságának intenzitása egészséges és kóros betegséggel küzdő egyed esetében egyaránt. Ugyanez a kutatócsoport eddig embereken mindössze kilenc férfival végzett vizsgálatot végezett el. A férfiaknak egy alapos egészségügyi kivizsgáláson kellett átesniük, majd 9 hetes maca kúrát kezdtek. A kúra végeztével megállapították, hogy a spermatérfogat mintegy másfélszeresére növekedett, míg a spermaszám duplájára emelkedett. A megfelelő motilitású spermiumok száma ez idő alatt több, mint duplájára nőtt. A vizsgálatban nem volt kontroll csoport, ezért az eredményeket fenntartással kezeli a szakma.
A macát a peruiak ma is használják az erő és kitartás növelésére, potencianövelésre és a termékenység fokozására. Világszerte profi sportolók, idősödő emberek, valamint mentális problémával küzdők – depresszióból, függőségekből, traumából vagy egyéb betegségekből felépülésben lévő betegek – gyakran alkalmazzák a szervezet általános erősítésére, mentális erősítésre, és a stressz oldására.
A maca gyökér magas B-, C- és E-vitamin tartalommal bír, emellett magas dózisban tartalmaz cinket, vasat, magnéziumot és többféle aminosavat. Megelőző jelleggel használják az immunrendszer betegségekkel szembeni védekező képességének javítására, a vérszegénység és kardiovaszkuláris betegségek kiegészítő kezeléseként, a fogazat és a csontok erősítésére.
Jelenleg is több kutatás van folyamatban a maca egészségre gyakorolt hatását illetően, különös tekintettel a prosztatanagyobbodás elleni hatásáról, a hangulat javításáról, a szorongás csökkentéséről, a szexuális étvágy növeléséről, és a spermatermelés javításában való szerepéről.

## Maca a táplálkozásban
A maca ma is a táplálkozás alapját képezi Peru magasabb területein. Hagyományosan a gumóját főzve fogyasztják, mivel a frissen szedett gyökér a magas rost- és goitrogén-tartalma miatt könnyen gyomorbántalmakat okozhat. Elkészítési módja tájanként és népcsoportonként is eltérhet, olykor pikáns csemegévé pörkölik, de általában párolják vagy összepréselik, és sűrű, édes szószt készítenek belőle. Szeletelés és szárítás után tejbe, zabkásába, illetve más zöldségekhez is keverhető. Újabban különféle gabonákhoz keverve lisztet készítenek, amely bármilyen étel elkészítése során felhasználható. A macaliszt Peru egyik fő export terméke, amely nagyban hasonlít a búza- vagy a burgonyaliszthez, és kedvező ára miatt nagy népszerűségnek örvend. A levelek párolva, vagy nyersen salátában is fogyaszthatóak.
A maca fogyasztása az emberek és állatok számára is egyaránt biztonságos, egészségügyi kockázatot nem jelent.